# Shueisha
Shueisha är ett stort japanskt förlag, grundat 1925. Det ägnar sig åt utgivning av över 650 olika mangaserier (inklusive uppföljare), i tidnings- och bokform. Förlaget ger även ut traditionell skönlitteratur och en rad magasin och veckotidningar och de japanska utgåvorna av Playboy och Cosmopolitan.

## Historik
Förlaget grundades i augusti 1925, som underhållningsdelen av bokförlaget Shogakukan. Idag är det ett fristående företag med huvudkontor i Tokyo. Företaget ger ut 41 olika tidningar.
Shueisha ger sedan 1968 ut Shonen Jump, den största serietidningen i Japan. Företaget organiserar Tezukapriset. Tillsammans med Shogakukan äger man Viz Media som ger ut manga från båda förlagen i USA.